# Liste der Monuments historiques in Saint-Julien-sur-Veyle
Die Liste der Monuments historiques in Saint-Julien-sur-Veyle führt die Monuments historiques in der französischen Gemeinde Saint-Julien-sur-Veyle auf.

## Liste der Bauwerke
| Bezeichnung      | Beschreibung              | Standort              | Kennzeichnung | Schutzstatus | Datum | Bild           |
| ---------------- | ------------------------- | --------------------- | ------------- | ------------ | ----- | -------------- |
| Kirche St-Julien | Erbaut im 12. Jahrhundert | Rue du Village (Lage) | PA00116557    | Classé       | 1945  | weitere Bilder |

## Liste der Objekte
- Monuments historiques (Objekte) in Saint-Julien-sur-Veyle in der Base Palissy des französischen Kultusministeriums